# Ліфляндська губернія
Ліфля́ндська губе́рнія — губернія Російської імперії, середня з трьох прибалтійських губерній. Розташовувалась на березі Ризької затоки Балтійського моря. Утворена 1796 року шляхом перейменування Ризького намісництва. 1918 року розділена на дві частини: північ увійшла до складу Естонії, південь — до складу Латвії.

## Історія
1721 року за Ништадтським миром Шведська Лівонія відійшла до Російської імперії. На цій території була створена Ризька губернія, що охоплювала Лівонію (Ліфляндію) та землі скасованої Смоленської губернії. Новостворена Ризька губернія поділялася на 2 провінції:
- Ліфляндська провінція (Рига, Пернов, Венден і острів Езель)
- Смоленська провінція (Смоленськ, Дорогобуж, Рославль, Вязьма)

1726 року Смоленська провінція перетворена на самостійну Смоленську губернію. Внаслідок цього Ризьку губернію переподілили на 5 провінцій:
- Ризька провінція
- Венденська провінція
- Дерптська провінція
- Перновська провінція
- Езельська провінція

1783 року Ризьку губернію перейменували на Ризьке намісництво. Воно поділялося на 9 повітів:
- Ризький повіт
- Венденський повіт
- Вольмарський повіт
- Валкський повіт
- Дерптський повіт
- Перновський повіт
- Феллінський повіт
- Верроський повіт
- Езельський повіт

1796 року Ризьке намісництво перейменували на Ліфляндську губернію.
На початку жовтня 1802 на території маєтку Каугерн сталась серія селянських заворушень, відомих як Каугернське повстання.
1893 року Дерптський повіт перейменували на Юріївський повіт.

## Карти

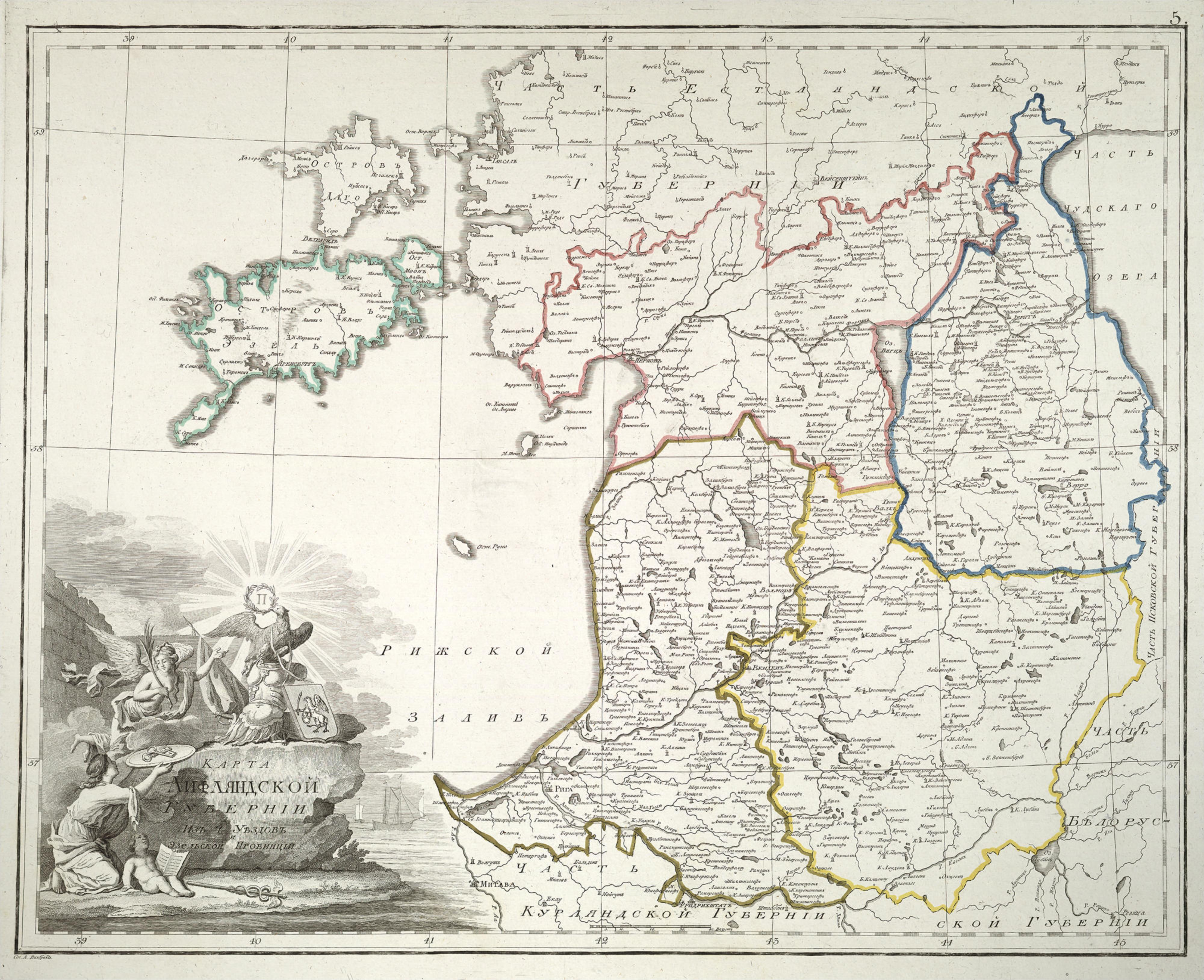
Ліфляндія (1800)
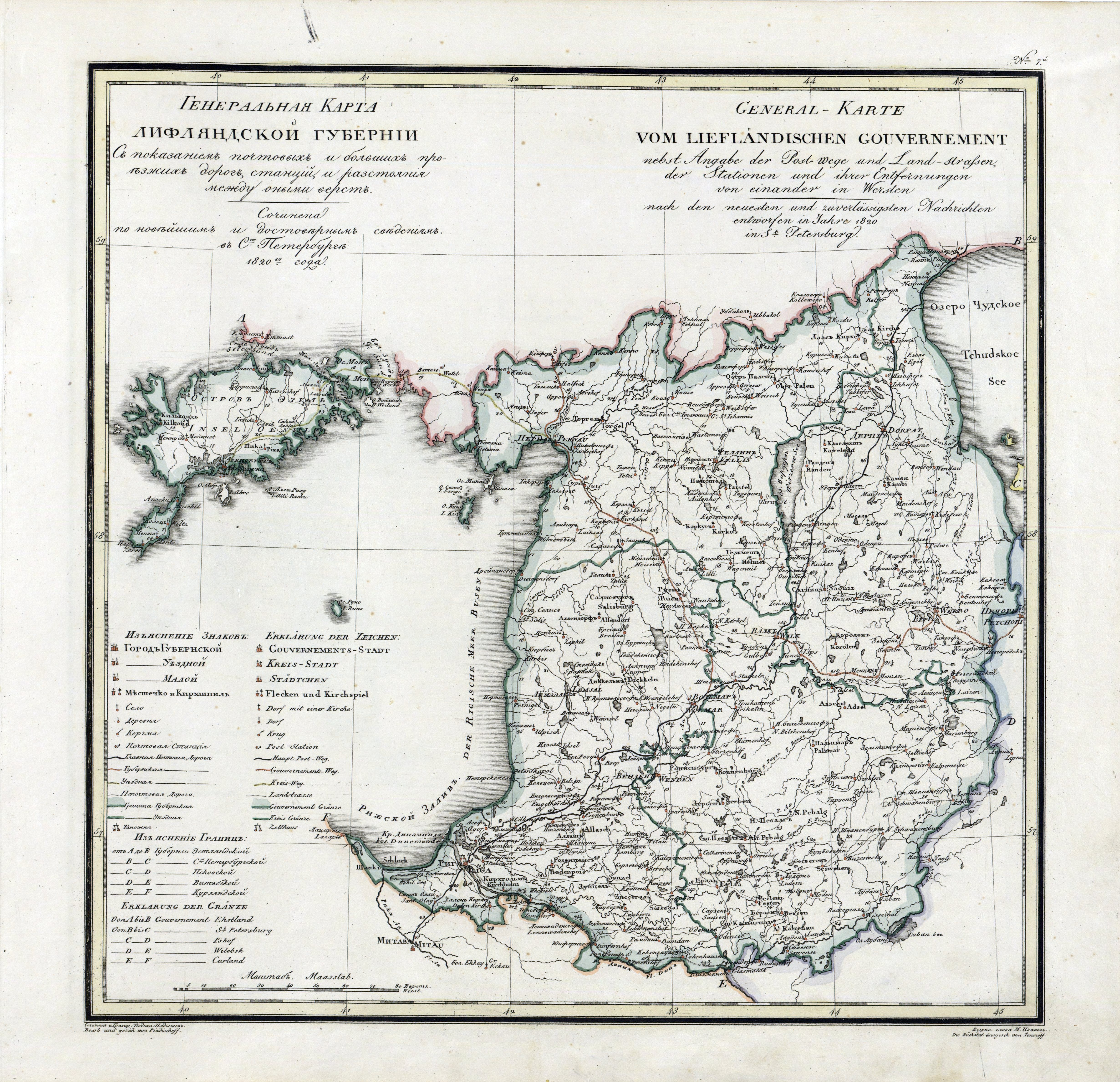
Ліфляндія (1820)
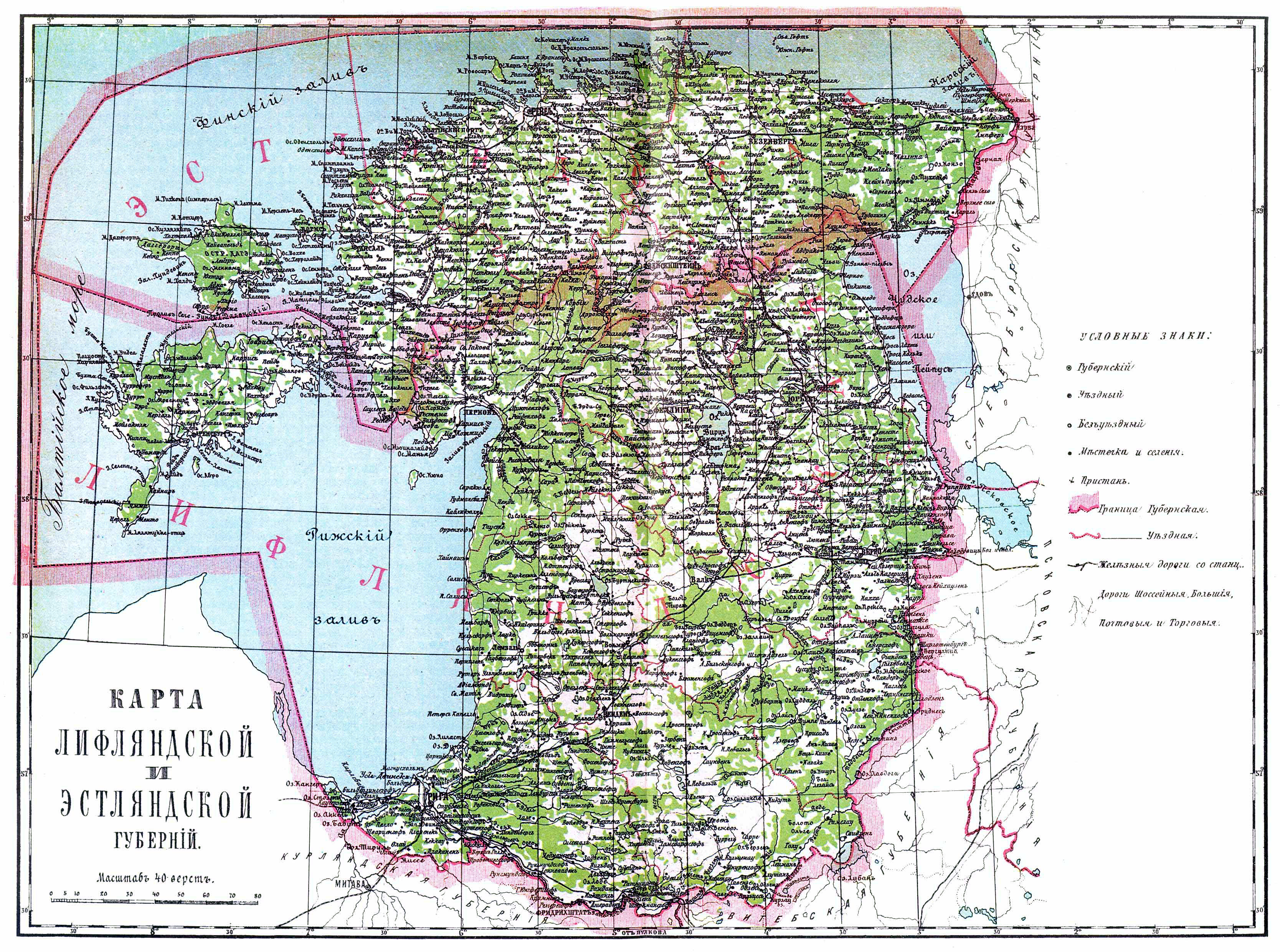
Ліфляндія й Естонія (1907)

## Адміністративний поділ
Губернія поділялася на 9 повітів:
| № | Повіт                   | Повітове місто              | Площа (верст²) | Населення (1897) |  |
| 1 | Валкський               | Валк (10 922 особи)         | 5298,7         | 120 585          |  |
| 2 | Венденський повіт       | Венден (6356 осіб)          | 4953,7         | 124 208          |  |
| 3 | Верроський              | Верро (4152 особи)          | 3744,2         | 97 185           |  |
| 4 | Вольмарський            | Вольмар (5050 осіб)         | 4358,1         | 112 836          |  |
| 5 | Перновський             | Пернов (12 898 осіб)        | 4694,9         | 98 123           |  |
| 6 | Ризький                 | Рига (282 230 осіб)         | 5468,4         | 396 100          |  |
| 7 | Феллінський             | Феллін (736 осіб)           | 4015,2         | 99 747           |  |
| 8 | Езельський              | Аренсбург (4603 особи)      | 2515,5         | 60 263           |  |
| 9 | Юріївський (Дерптський) | Юріїв (Дерпт) (42 308 осіб) | 6276,7         | 190 317          |  |

## Населення
| Перепис | населення | міське | сільське | густота, осіб/м² |
| ------- | --------- | ------ | -------- | ---------------- |
| 1860    | 905795    |        |          | 22               |
| 1895    | 1310670   | 257730 | 1052948  | 32               |

У середньому в останні роки до 1889 року в губернії народжувалось щорічно близько 36000 осіб, вмирало близько 26000 осіб.

### Національності
На 1895 рік.
| Національність | Населення |
| -------------- | --------- |
| латиші         | 552860    |
| ести           | 509243    |
| німці          | 116186    |
| росіяни        | 72318     |
| євреї          | 41163     |
| українці       | 12387     |
| поляки         | 5865      |
| інші           | 656       |

Корінне населення складалося з латишів, естів та шведів, що жили тільки на острові Рухну. Ести жили переважно на півночі губернії в Перновському, Фелінському, Юріївському та Верроському повітах, а також на островах; латиші — в інших частинах губернії.

## Генерал-губернатори
- 26 вересня 1800 — 17 червня 1801: граф Петер-Людвіг фон дер Пален[2]